# Loxosceles guajira
Espèce
Loxosceles guajira est une espèce d'araignées aranéomorphes de la famille des Sicariidae.

## Distribution
Cette espèce est endémique du département de La Guajira en Colombie,. Elle se rencontre dans la Cueva de Bañaderos sur le Cerro Bañaderos dans la Sierra Nevada de Santa Marta.

## Étymologie
Son nom d'espèce lui a été donné en référence au lieu de sa découverte, le département de La Guajira.

## Publication originale
- Cala-Riquelme, Gutiérrez-Estrada & Flórez, 2015 : The genus Loxosceles Heineken & Lowe 1832 (Araneae: Sicariidae) in Colombia, with description of new cave-dwelling species. Zootaxa, no 4012(2), p. 396-400.